# Vultee Aircraft
A Vultee Aircraft tornou-se uma empresa independente em 1939 no Condado de Los Angeles. Tinha um sucesso limitado antes de se fundir com a Consolidated Aircraft Corporation em 1943 para formar a Consolidated Vultee Aircraft Corporation - Convair.

## História
Gerard "Jerry" Freebairn Vultee (1900–1938) e Vance Breese (1904–1973) iniciaram a Airplane Development Corporation no início de 1932 após a American Airlines ter demonstrado grande interesse no projeto de avião comercial V-1. Pouco tempo depois, Errett Lobban Cord compraria todas as 500 partes de ação da empresa e se tornaria uma subsidiária da Cord. 

### Subsidiária da AVCO

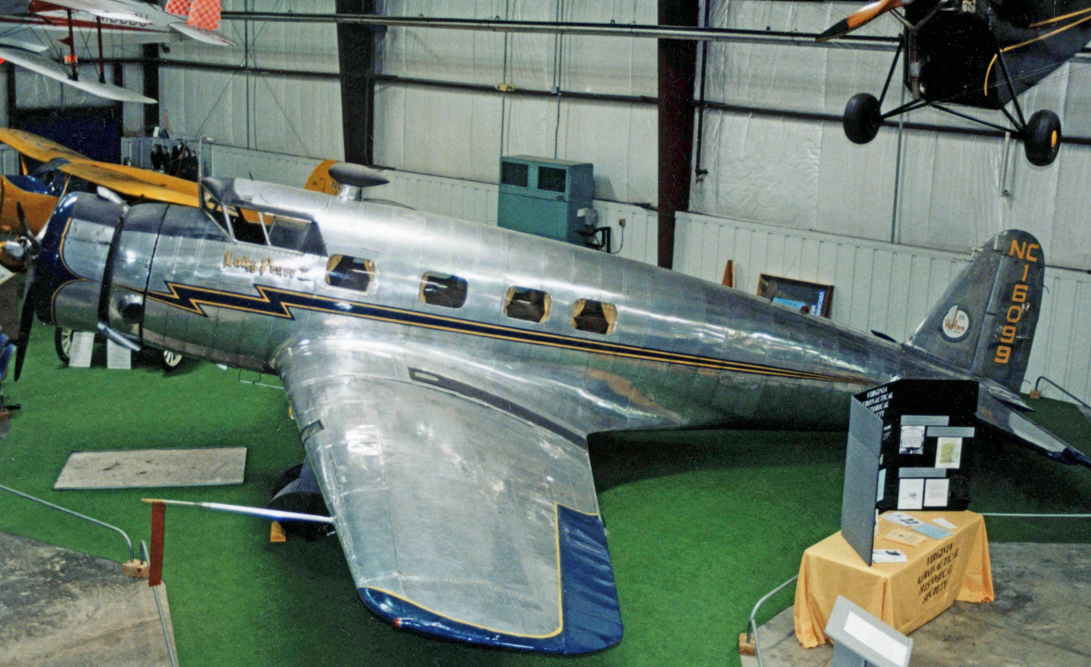
Um Vultee V-1 de 1936,
exibido no "Virginia Aviation Museum".

Devido ao Air Mail scandal de 1934, a AVCO estabeleceu a Aviation Manufacturing Corporation (AMC) em 30 de novembro de 1934 através da aquisição das ações de Cord, incluindo a Airplane Development Corporation de Vultee. A AMC foi liquidada em 1 de janeiro de 1936 e a Divisão de Aeronaves da Vultee foi formada como uma subsidiária autônoma da AVCO.
Jerry Vultee foi nomeado vice-presidente e engenheiro chefe. Vultee adquiriu os ativos da encerrada AMC, incluindo a Lycoming e a Stinson Aircraft Company. 
Enquanto isso, Vultee e Breese haviam redesenhado o V-1 para cumprir com as necessidades da American Airlines e criaram o V-1A, com uma capacidade para oito passageiros. A American comprou 11 V-1A, mas a aeronave falhou em obter sucesso devido a preocupações de segurança por ser um avião monomotor, além do advento dos bimotores DC-2 e DC-3. Vultee então redesenhou o V-1 em uma aeronave de ataque, criando o V-11 para o Corpo Aéreo do Exército dos Estados Unidos, mas com poucas aeronaves sendo produzidas.
Em 1937, Jerry estava liderando sua própria fábrica em Downey (Califórnia), com mais de um milhão de dólares em pedidos das aeronaves V-1, V-1A e V-11.
Em 1938, antes de ver a Vultee se tornar uma empresa independente, Jerry Vultee e sua esposa Sylvia Parker, filha do diretor cinematográfico da Twentieth Century Fox, Max Parker, morreram quando o avião que estava pilotando se acidentou em uma tempestade de neve próximo a Sedona, Arizona. Uma placa de bronze em memória dos Vultee foi colocada no final de uma trilha em Coconino. Donald P. Smith, amigo de Vultee e vice-presidente da Vultee Aircraft, escreveu uma carta à revista "TIME" acerca da morte de Vultee:
Senhores:
''Gerard F. Vultee ("Jerry"), não Gerald, meu grande amigo e parceiro de negócios por muitos anos, foi morto quando o monoplano que estava voando com a Sra. Vultee se acidentou no topo da Montanha Wilson [TIME, 7 de Fev.]. ... Surpreendido por uma tempestade de neve local nevasca, sem qualquer treinamento em voo cego ou por instrumentos, foi incapaz de encontrar uma saída. O fogo ocorreu após o acidente, não antes.
DON P. SMITH Vice-Presidente
Vultee Aircraft Los Angeles, Calif.

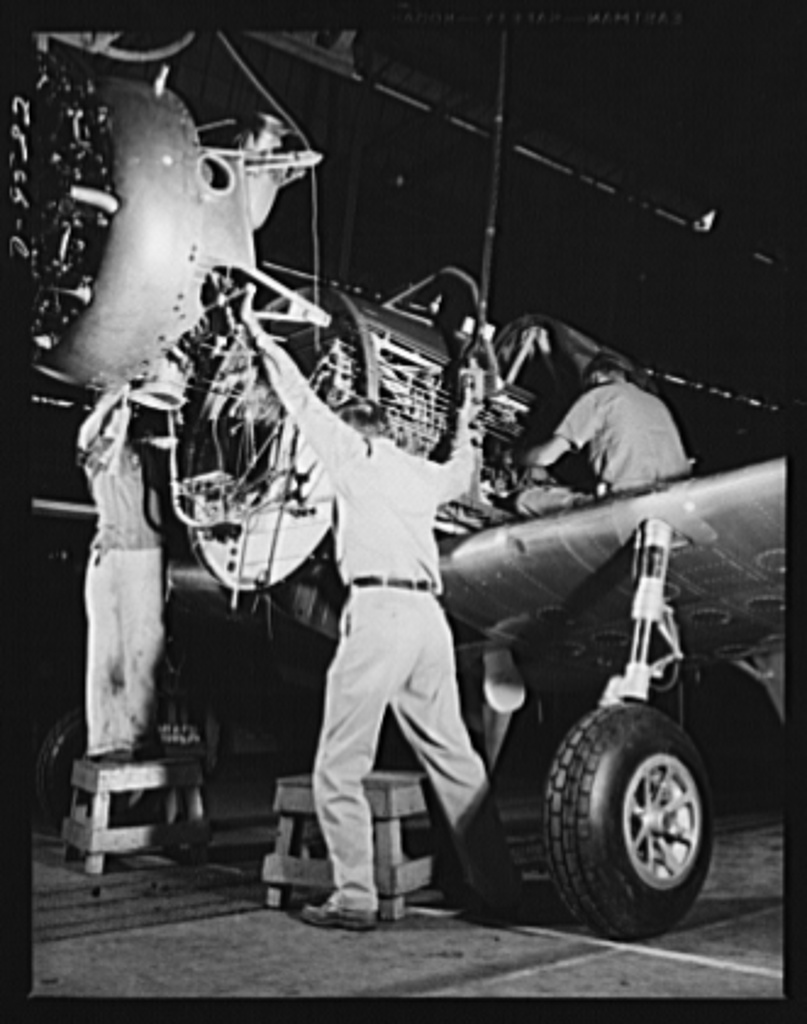
Instalação de um motor em um treinador BT-13 Valiant na fábrica da Vultee em Downey, Califórnia durante a Segunda Guerra Mundial.

A AVCO contratou então Dick Palmer, da Howard Hughes, para assumir o lugar de Vultee e a Divisão de Aeronaves da Vultee começou a desenvolver projetos militares. Dick Palmer criou os treinadores BT-13, BT-15 e SNV Valiant e supervisionou outros grandes programas de produção como o V-72 Vengeance, servindo no USAAC como A-31 e A-35.

### Empresa independente
A Vultee Aircraft foi criada em novembro de 1939, quando a Divisão de Aeronaves Vultee da AVCO foi transformada em uma empresa independente.
O P-66 Vanguard foi um programa de produção de caça em 1941 para a Suécia, que acabou sendo herdada pelo USAAC, Grã-Bretanha e por último, China. O P-66 tinha um registro de combate medíocre na China e foi aposentado em 1943. O projeto de caça XP-54 foi o último projeto da Vultee Aircraft, com apenas dois protótipos construídos.
A Vultee foi a primeira empresa a construir aeronaves em uma linha de montagem motorizada e a primeira a usar mulheres em posições da linha de produção.

### Fusão
Em 17 de março de 1943, a Consolidated e a Vultee fundiram, criando a Consolidated Vultee Aircraft Corporation, popularmente conhecida como Convair. A gerência da Vultee pediu demissão.

## Linha do tempo
- 1929 Aviation Corporation (AVCO) formada por múltiplos participantes
- 1932 Airplane Development Corporation formada por Gerard F. "Jerry" Vultee; Errett Lobban Cord logo assumiria
- 1934 AVCO adquire a Airplane Development Corporation de Cord e forma a Aviation Manufacturing Corporation (AMC)[11]
- 1936 AMC liquidada para formar a Vultee Aircraft Division, uma subsidiária autônoma da AVCO
- 1939 Vultee Aircraft Division da AVCO transformada em uma empresa independente, conhecida como Vultee Aircraft, Inc.
- 1941 Consolidated Aircraft Corporation vendida para a AVCO
- 1942 Vultee adquire a Intercontinent Aircraft Corporation[12]
- 1943 Consolidated Vultee Aircraft Corporation, conhecida popularmente como Convair, formada pela fusão entre a Consolidated Aircraft e a Vultee Aircraft; ainda controlada pela AVCO
- 1947 Convair adquirida pela Atlas Corporation
- 1953 (ou 1954) Convair adquirida pela General Dynamics
- 1985 General Dynamics formou a "Space Systems Division" do Programa Espacial Convair
- 1993 Lockheed Corporation adquire a divisão de aeronaves de Fort Worth da General Dynamics, construtora do F-16 Fighting Falcon.
- 1994 Space Systems Division vendida para a Martin Marietta
- 1994 Convair Aircraft Structures vendida para a McDonnell Douglas
- 1997 McDonnell Douglas vendida para a Boeing

## Aeronaves
| Nome de modelo, nome de serviço | Primeiro voo | Quantidade produzida | Tipo                                                         |
| ------------------------------- | ------------ | -------------------- | ------------------------------------------------------------ |
| Vultee V-1                      | 1933         | 25                   | Avião comercial monomotor                                    |
| Vultee V-11                     | 1935         | 175-224              | Aeronave de combate monomotor, testado pelo USAAC como YA-19 |
| Vultee V-12                     | 1939         |                      | Desenvolvimento do V-11                                      |
| V-54, Vultee BT-13 Valiant      | 1939         | 9.525                | Avião de treinamento básico monomotor                        |
| V-48, Vultee P-66 Vanguard      | 1939         | 146                  | Caça monomotor                                               |
| Vultee V-72 Vengeance           | 1941         | 1.931                | Caça-bombardeiro monomotor                                   |
| Vultee V-84                     | 1943         | 2                    | Protótipo de caça com motor por impulsão                     |
| V-90, Vultee XA-41              | 1944         | 1                    | Protótipo de caça-bombardeiro monomotor                      |
| Consolidated TBY Sea Wolf       | 1944         | 180                  | Vought TBU produzido sob licença                             |
| Vultee XP-68 Tornado            | n/a          | 0                    | Desenvolvimento do V-84 não construído                       |